# 61-я истребительная авиабаза
61-я истребительная авиационная база (бел. 61-я знішчальная авіяцыйная база) — соединение военно-воздушных сил Республики Беларусь. Место дислокации — Барановичи.

## История наименований
- 61-й истребительный авиационный полк ПВО;
- 61-я истребительная авиационная база ВВС Республики Беларусь;
- Войсковая часть 54804.

## История

### Советский период
В январе 1951 года было сформировано 39-я истребительная авиационная дивизия ПВО в составе трёх полков, два из которых — 61-й и 129-й, созданные на базе 445-го и 439-го иап — располагались непосредственно в Барановичах.
При формировании 61-го истребительного авиационного полка лётный и инженерно-технический состав переводился из разных частей истребительной авиации страны и лётных училищ. Основным типом авиационной техники в полку были МиГ-15. Также в полку имелись три По-2 и три Як-11. Первые семь МиГ-15 поступали в контейнерах и собирались прямо на стоянках в суровых условиях зимы. 1 мая 1951 года полку было вручено Боевое Знамя — с тех пор этот день отмечается как годовщина создания части. В том же году 61 иап приступил к несению боевого дежурства в системе ПВО СССР.
В 50-е гг. в Барановичах освоили эксплуатацию самолётов МиГ-15бис, МиГ-17, МиГ-17П и МиГ-17ПФ, а в 1959-м полк одним из первых в стране перевооружился на сверхзвуковые истребители-перехватчики Су-9. Лётчики полка участвовали в боевых действиях в Корее.
1 мая 1960 г. невооружённый Су-9 командира звена капитана А. Н. Саковича был в числе истребителей, поднятых по тревоге для перехвата американского самолёта-разведчика U-2 (лётчики 61-го иап перегоняли звено новых самолётов с завода в Новосибирске на аэродром в Барановичи и в этот день находились на промежуточном аэродроме Арамиль под Свердловском).

### Независимая Беларусь
1 января 1994 года на основе 61-го истребительного авиационного полка, дислоцированного на аэродроме Барановичи в Брестской области, в соответствии с директивой начальника Главного штаба Вооружённых сил Республики Беларусь от 5 августа 1993 г. была сформирована 61-я истребительная авиационная база ВВС Республики Беларусь. В её состав вошли авиационные эскадрильи, оснащённые фронтовыми истребителями МиГ-29 и истребителями-перехватчиками Су-27П, отдельный батальон аэродромно-технического обеспечения, отдельная рота связи и радиотехнического обеспечения и центр боевого управления, также базировавшиеся на аэродроме Барановичи. Командиром 61-й иаб был назначен полковник Геннадий Пермяков.
18 июня 2004 года в соответствии с Указом Президента Республики Беларусь личному составу 61-й истребительной авиабазы было вручено новое Боевое Знамя и Грамота Президента. С 2004 года на вооружение авиабазы начали поступать первые модернизированные на 558-м АРЗ истребители МиГ-29БМ («белорусский модернизированный», тип «9.11»), а затем и прошедшие аналогичное усовершенствование двухместные Су-27УБМ1.
В августе 2010 года в состав 61-й иаб влился личный состав и техника 927-й истребительной авиационной базы, дислоцировавшейся на аэродроме Осовцы (Берёза) и переформированной в базу беспилотной авиации. После этого объединения был введён новый элемент — тактическая авиационная группа (ТАГ), в состав которой вошли 1-я авиационная эскадрилья (на Су-27), 2-я и 3-я авиационные эскадрильи (на МиГ-29). Формирование ТАГ было закончено 1 февраля 2011 года.
В конце 2012 года из состава ВВС и Войск ПВО выведен самолёт Су-27, была расформирована первая эскадрилья была расформирована и авиабаза полностью перешла на эксплуатацию одного типа самолётов — МиГ-29. С 8 декабря 2013 года на аэродроме началось совместное боевое дежурство в рамках Объединённой системы ПВО стран-участниц СНГ: МиГ-29 и звено российских Су-27П.
В мае 2014 года смешанные дежурные силы обеспечивали охрану воздушного пространства при проведении в Минске чемпионата мира по хоккею с шайбой. Дежурство осуществлялось с аэродрома Барановичи и Мачулищи (дежурная пара МиГ-29).

## Командиры
- подполковник Василий Шашенок[2], 1951–
- полковник Валерьян Самойло[2], 1994–1999
- полковник Олег Третьяков[2], 1999–2002[источник не указан 792 дня]
- полковник Александр Марфицкий[2], 2002–2007[источник не указан 792 дня]
- полковник Юрий Воробьёв[2], 2007–2011
- полковник Александр Потехин[2], 2011–2016
- полковник Юрий Пыжик, 2016–2022
- полковник Леонид Давидович, 2022–

## Инциденты
- 23 мая 1996 года подполковник Владимир Николаевич Карват выполнял учебно-тренировочный полёт. Вскоре после взлёта штатные системы самолёта начали выходить из строя, лётчику было приказано вернуться на аэродром. После отказа системы управления лётчик получил приказ катапультироваться, но в это время самолёт находился над деревнями Арабовщина и Великое Гатище, и Карват до последнего пытался увести самолёт в сторону. В 22:54, через 14 секунд после сообщения о том, что самолёт стал неуправляемым, Су-27 разбился в километре от Арабовщина. Владимир Карват был посмертно удостоен звания «Герой Беларуси»[3] (он стал первым Героем Беларуси).
- 30 августа 2009 года при выполнении показательных полётов в польском городе Радом погибли полковники Марфицкий Александр Эдуардович и Журавлевич Александр Адиславович за проявленное мужество и героизм были награждены посмертно орденами «За личное мужество»[4].
- 23 сентября 2010 года во время выполнения фигур высшего пилотажа на малых высотах на самолёте МиГ-29УБ экипаж, предотвращая падение самолёта на населённые пункты, увёл машину в район лесисто-болотистой местности, где и произошло её крушение. Экипаж в составе командира эскадрильи подполковника Сергея Коваленко и майора Александра Жигайло погиб[5].
- 11 ноября 2014 года при проведении плановых полётов произошла авария МиГ-29 (борт № 18). Военный лётчик 2-го класса Алексей Долгих отвёл неуправляемую машину в сторону от деревни Дарево (Ляховичский район Брестской области) и катапультировался. Самолёт рухнул в километре от жилых домов, никто не пострадал[2].